# Hvanneyri
Hvanneyri is een nederzetting in het westen van IJsland in de regio Vesturland. Hvanneyri heeft 304 inwoners en behoort samen met Borgarnes, Bifröst, Kleppjárnsreykir en Reykholt tot de gemeente Borgarbyggð. In Hvanneyri bevindt zich een landbouwhogeschool, een dierenartsenkliniek, een wolweverij annex museum en een museum waar oude en recente landbouwmachines en werktuigen te bewonderen zijn.

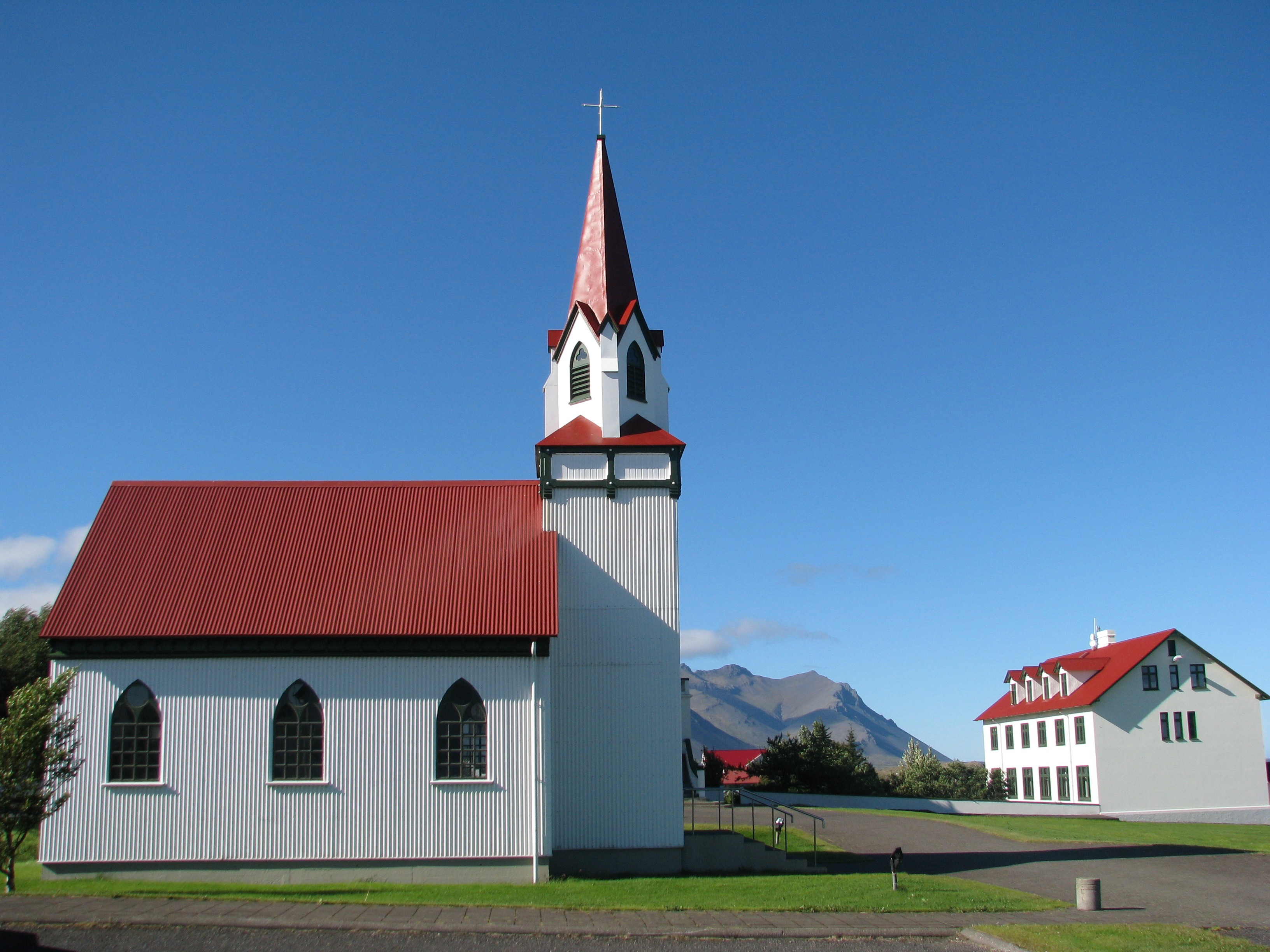
Het kerkje van Hvanneyri.

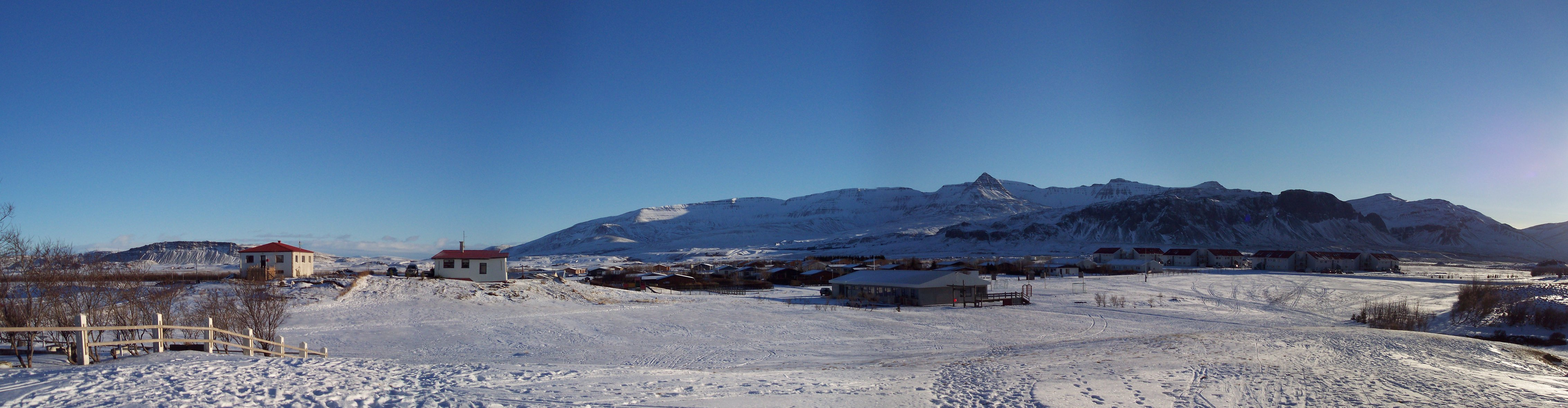
Zicht op Hvanneyri vanaf Kirkjuhól. Van links naar rechts: boerderij Álfhóll, de Andakíl scholengemeenschap in het midden en rechts de studentenhuisvesting van de hogeschool. Op de achtergrond het Skarðsheiði bergmassief met in het midden de 963 meter hoge karakteristieke piramidevormige Skessuhorn.

Een van IJslands beste weidegronden ligt bij Hvanneyri, en er wordt beweerd dat Egill Skallagrímsson, een van de eerste kolonisten van IJsland die het gebied bij Borgarnes in bezit nam, ook een claim op dit gebied had.